# Beaurieux (Nord)
Beaurieux és un municipi francès, situat a la regió dels Alts de França, al departament del Nord. L'any 2006 tenia 171 habitants. Limita amb la ciutat belga de Sivry.

## Demografia
| 1962                                       | 1968 | 1975 | 1982 | 1990 | 1999 | 2006 |
| ------------------------------------------ | ---- | ---- | ---- | ---- | ---- | ---- |
| 199                                        | 207  | 191  | 176  | 182  | 182  | 178  |
| Des de 1962: població sense dobles comptes |      |      |      |      |      |      |

## Administració
| Període   | Identitat       | Partit |
| --------- | --------------- | ------ |
| 2001-2008 | Michel Dutremée |        |
| 2008-     | Eveline Daunoit |        |